# 邓小平的狗
邓小平的狗（西班牙语：Los perros de Deng Xiaoping）是秘鲁现代史中使用的一个术语，指共产主义恐怖组织光辉道路在利马犯下的虐待动物案件，以回应中国领导人邓小平远离毛泽东思想，实行非正统的开放经济政策和改革。
1980年12月26日上午，当地人发现几只流浪狗被挂在位于利马市中心区重要街道的路灯柱上。挂在脖子上的狗身上还绑着一张纸，上面写着“邓小平狗娘养的”（西班牙语：Teng Siao Ping hijo de perra；英语：Deng Xiaoping son of a bitch）。